# The Little King
The Little King (Der kleine König) ist der bekannteste Comicstrip des US-amerikanischen Comiczeichners Otto Soglow. Für die häufig textlosen Geschichten um einen rundlichen und namenlosen kleinen König, der gerne auf höfische Etikette verzichtet, erhielt Soglow im Jahr 1966 den Reuben Award der National Cartoonists Society.

## Veröffentlichung und Adaptionen
Seinen ersten Auftritt hatte The Little King im Jahr 1931 in der Zeitung The New Yorker. Nachdem William Randolph Hearst auf die Comics aufmerksam wurde, versuchte er Soglow für sein King Features Syndicate abzuwerben. Da Soglow vertraglich noch an The New Yorker gebunden war, zeichnete er für King Features einen äußerst ähnlichen Strip mit dem Titel The Ambassador. Am 9. September 1934 wechselte The Little King offiziell zu Hearsts Syndikat. The Little King endete mit Soglows Tod im Jahr 1975. Der Strip erschien ausschließlich auf Sonntagsseiten.
Im deutschsprachigen Raum erschienen in den 1950er-Jahren im Comicmagazin Phantom einzelne Geschichten von The Little King. In den 1960er-Jahren war The Little King auch in der kurzlebigen Heftreihe Blondie und Dankwart – Das Schmunzelmagazin des Walter Lehning Verlags vertreten. Darüber hinaus wurden 1976 vom S. Fischer Verlag und 1978 vom Rowohlt Verlag jeweils unter dem Titel Der kleine König Sammelbände veröffentlicht. Beim Carlsen Verlag erschien eine Geschichte in seiner Reihe Comics – Weltbekannte Zeichenserien.
In den 1930er-Jahren erschienen mehrere Animationsfilme um die Figur des kleinen Königs; so beispielsweise im Jahr 1933 Christmas Night und im Jahr 1934 The Little King. 1936 wurde der siebenminütige Animationsfilm Betty Boop and the Little King veröffentlicht.